# Boshiya

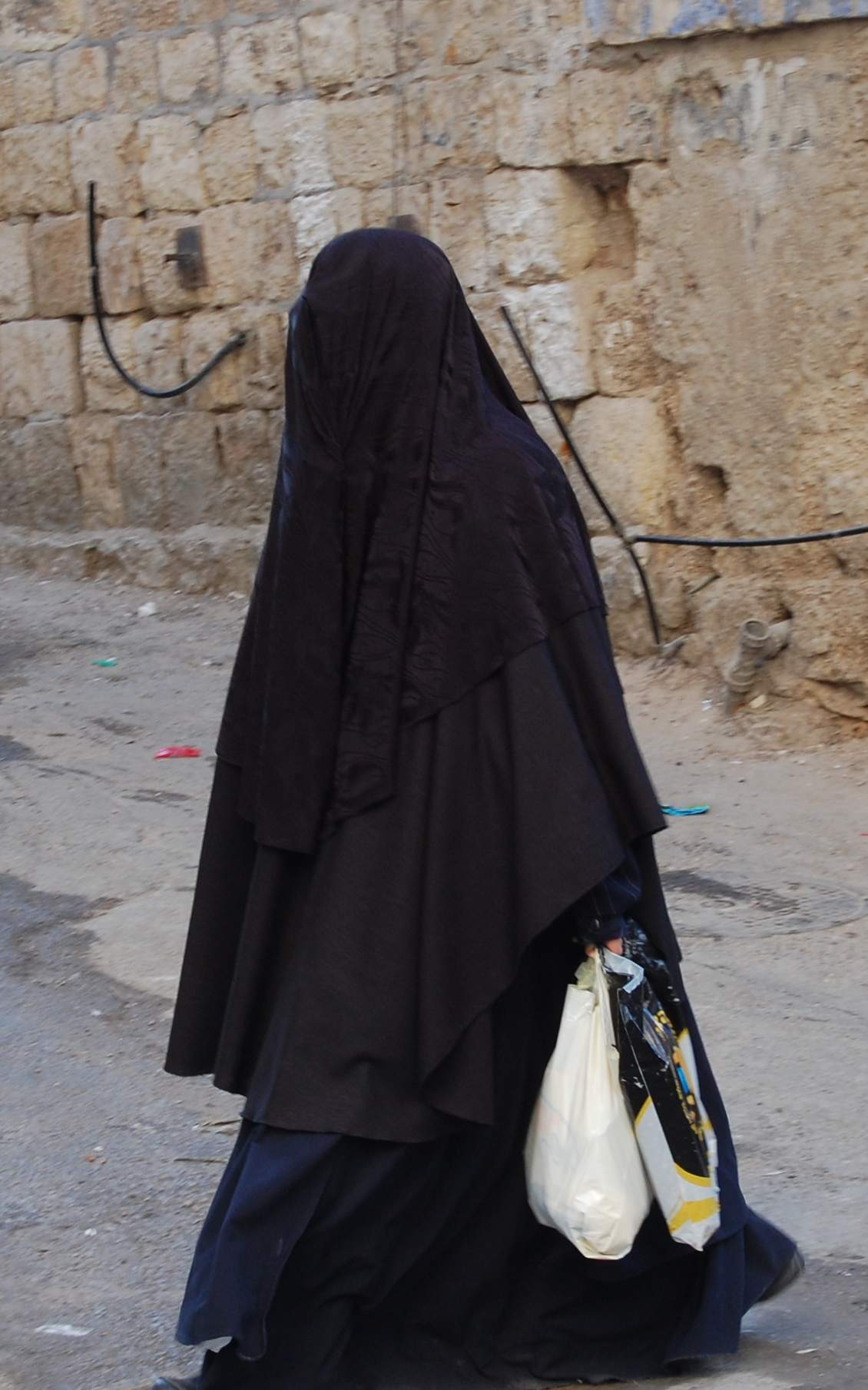
Una dona amb boshiya

Boshiya (també anomenat bushiyyah o ghatwa) és a l'Orient Mitjà (especialment al Golf Pèrsic) un vel negre que cobreix completament la cara de la portadora, sense obertures per als ulls, i que tradicionalment es fa servir amb una abaia o una altra peça de roba que cobreixi el cos.
Un boshiya és essencialment una gran peça de tela prima i quadrada, feta d'una gasa prima de cotó, amb llaços a la part superior i que es col·loca a la part superior del front (ja sigui per sota o per sobre del vel) i tapa tota la cara, però quan es recull es pot veure tota la cara de la usària. Normalment, un boshiya no és opac i cobreix com un niqab tradicional. També es pot usar per complementar un mig estil de niqab o si la usuària desitja més modèstia per als homes no relacionats (no mahram).